# Bila Vlaka
Bila Vlaka falu Horvátországban Zára megyében. Közigazgatásilag Stankovcihoz tartozik.

## Fekvése
Zárától légvonalban 45, közúton 61 km-re délkeletre, Šibeniktől légvonalban 25, közúton 31 km-re északnyugatra, Dalmácia északi részén fekszik.

## Története
A településnek 1880-ban 102, 1910-ben 162 lakosa volt. Az első világháború után előbb a Szerb-Horvát-Szlovén Királyság, majd Jugoszlávia része lett. A második világháború idején 1941-ben a szomszédos településekkel együtt Olaszország fennhatósága alá került. Az 1943. szeptemberi olasz kapituláció után visszatért Horvátországhoz. A településnek 2011-ben 164 lakosa volt, akik főként mezőgazdasággal és állattartással foglalkoztak.

## Lakosság
| Lakosság változása | Lakosság változása | Lakosság változása | Lakosság változása | Lakosság változása | Lakosság változása | Lakosság változása | Lakosság változása | Lakosság változása | Lakosság változása | Lakosság változása | Lakosság változása | Lakosság változása | Lakosság változása | Lakosság változása | Lakosság változása |
| ------------------ | ------------------ | ------------------ | ------------------ | ------------------ | ------------------ | ------------------ | ------------------ | ------------------ | ------------------ | ------------------ | ------------------ | ------------------ | ------------------ | ------------------ | ------------------ |
| 1857               | 1869               | 1880               | 1890               | 1900               | 1910               | 1921               | 1931               | 1948               | 1953               | 1961               | 1971               | 1981               | 1991               | 2001               | 2011               |
| 0                  | 0                  | 102                | 87                 | 129                | 162                | 0                  | 0                  | 229                | 233                | 245                | 237                | 213                | 221                | 157                | 164                |